# Tárnoky Gizella
Tárnoky Gizella; Tárnoky Gizella Franciska, névváltozat: Tárnoki (Pest, 1870. január 28. – Budapest, Ferencváros, 1938. március 24.) magyar színésznő.

## Életútja
Tárnoky Mátyás magánzó és Fischbeck (Fischbein) Emília leányaként született, 1870. február 6-án keresztelték a Szent József-plébániatemplomban. 1877 és 1886 között gyerekszínészként lépett fel a Nemzeti Színházban, 1880. december 17-én az Alfonz úr Adrienne szerepében. A Pesti Hírlap szerint „annyi melegséggel, oly meglepő közvetlenséggel, hogy a közönség őszinte örömmel tapsolta meg a kedves csodagyermeket”. 1884-től a Színművészeti Akadémia növendéke volt, ahol 1887. június 2-án szerezte meg oklevelét, majd júliusban Jakab Lajos színigazgatóhoz szerződött. 1888. február 12-én fellépett a Népszínházban, a Piros bugyelláris Mencike szerepében mint a kassai színház tagja. 1891-ben Aradi Gerőnél volt szerződésben. Működött még Pozsonyban, Temesvárt és Szegeden. 1895. május 22-én mint vendég fellépett a Városligeti Színkörben, a Váljunk el Cyprienne szerepében, amiről másnap a Fővárosi Lapok így számolt be: 
A kisasszony a vidék egyik legkedveltebb naivája, akit különben a fővárosi közönség is többször látott s aki ma este is nagyon kedves alakítást mutatott be. Eleven, tüzes temperamentuma igen jól beleillett a pezsgő szellemességű francia vígjátékba s kivált a harmadik felvonás pompás vacsorázó jelenetében találta el a pajkos enyelgés kedves hangjait. A szép tehetségű kisasszonyt nyílt színen is megtapsolták, a felvonások végén pedig mindig zajos tapssal zúgott föl a tetszés. Úgy halljuk, hogy a kisasszonyt a Vígszínházhoz szerződtették
Szabadkán kötött házasságot Papp Mihály színésszel, akitől 1901 májusában egy fia született. 1904 őszétől a Király Színház és Magyar Színház tagja volt egészen 1922-ben történt nyugdíjba vonulásáig. Gyermekszerepek, naivák és anyaszerepek megformálójaként volt ismert. Halálát gerincoszlop rosszindulatú daganata okozta.

## Fontosabb szerepei
- Senki Gáspár (Csiky G.: A proletárok)
- Tylné (Maeterlinck: A kék madár)

## Működési adatai
1889: Krecsányi Ignác; 1890–1893: Arad; 1897: Peterdi; 1898–1900: Makó Lajos; 1900: Zoltán Gyula.